# Орфеј (опера)
Орфеј је касноренесансна опера коју је написао Клаудио Монтеверди. Либрето, заснован на античком миту о трагичној љубави Орфеја и Еуридике, написао је Алесандро Стриђо. Опера говори о Орфејевом силаску у Хад и неуспелом покушају повратка своје младе, Еуридике, назад у свет живих. Опера је написана 1607. године и први пут је изведена за време традиционалног карневала у италијанском граду Мантуи, на двору мантуског војводе Винћенца Гонцага. Постоје тумачења према којима је ова опера прва „потпуна” опера јер се својом зрелошћу разликује од својих претходница, често описаних као "театрална монодија експерименталне и аматерске врсте," али је чињеница да је ово најстарија опера која се редовно изводи и данас.
Почетком 17. века, традиционални интермецо (перформанс са музиком у паузи неке представе на италијанском двору за време ренесансе) је напредовао у облик комплетне музичке драме или „опере”. Монтевердијев „Орфеј“ је овај процес померио из свог експерименталног доба и понудио први потпуно развијени пример новог жанра. После првог извођења, опера је имала репризу у Мантуи и могуће у осталим италијанским центрима неколико наредних година. 
Партитура је објављена 1609. и још једном 1615. Након композиторове смрти, опера пада у заборав до касног 19. века, када почињу нове, модерне верзије и извођења. На почетку, ова извођења су била у оквиру института и музичких друштава, без сценографије, али одмах по првом модерно драматизованом извођењеу у Паризу, 1911. године, дело се почело све више изводити у позориштима. Након Другог светског рата, највећи број извођења је био изворног типа, на инструментима који су се користили у периоду ренесансе. 
Компонована на прелазу Ренесансе у Барок, ова опера садржи све изворе тада знане у музици, делом чак и коришћење полифоније. Дело није оркестрирано, јер су у ренесансном раздобљу свирачи пратили само оквирне инструкције аутора, уз слободу импровизације. Ово чини Монтевердијево дело другачијим од осталих опера и чини свако извођење јединственим.

## Инструментација
У објављеној партитури, Монтеверди распордеђује око 41 инструмент, са посебним групама инструмената за приказ посебних сцена и ликова. Тако гудачи, чембала и блок флауте представљају пастирска поља Тракије са нимфама и пастирим, док дувачи илустрију подземни свет и његове становнике. 